# Хидросфера
Хидросфера (од грчког ὕδωρ hydōr, „вода” и σφαῖρα sphaira, „сфера”) дисконтинуирани је слој воде на, или близу површине Земље. Чине је све воде у течном, чврстом и гасовитом агрегатном стању, дубинске воде и атмосферски водени вапор. Највећа је количина воде у течном стању. Око 1,4 милијарде кубних километара воде у течном и чврстом агрегатном стању чине: океане, језера, реке, санте леда, глечере и подземне воде. Тај огромни волумен воде у својим различитим манифестацијама представља хидросферу. Иако Земљина хидросфера постоји око 4 милијарде година, наставља да се мења у облику. Ово је узроковано ширењем морског дна и померањем континената, што преуређује копно и океан.
Процењено је да на Земљи има 1,36 милијарди кубних километара (332 милиона кубних миља) воде. Ово укључује воду у течном и смрзнутом облику у подземним водама, океанима, језерима и потоцима. Слана вода чини 97,5% ове количине, док питка вода чини само 2,5%. Од ове слатке воде, 68,9% је у облику леда и трајног снежног покривача на Арктику, Антарктику и планинским глечерима; 30,8% је у облику слатких подземних вода; а само 0,3% слатке воде на Земљи налази се у лако доступним језерима, резервоарима и речним системима.
Укупна маса Земљине хидросфере је око 1,4 × 1018 тона, што је око 0,023% укупне масе Земље. У сваком тренутку, око 20 × 1012 тона овога је у облику водене паре у Земљиној атмосфери (за практичне сврхе, 1 кубни метар воде тежи једну тону). Приближно 71% Земљине површине, површине од око 361 милиона квадратних километара (139,5 милиона квадратних миља), прекривено је океаном. Просечан салинитет Земљиних океана је око 35 грама соли по килограму морске воде (3,5%).

## Историја
Према Меријам Вебстеру, реч хидросфера је унета на енглески језик 1887. године, као превод немачког термина hydrosphäre, који је увео Едвард Зис

## Састав
Највећи део хидросфере чине слане воде светског океана (97%). Остали део хидросфере (3%) чине слатке (копнене) воде и вода у атмосфери. На површини копна су слатке (површинске) воде:
- реке;
- језера;
- ледници.

Дубоко у кори земље налазе се подземне воде. Највећа количина подземне воде је настала од падавина које су продрле у земљину кору.

## Кружење воде у природи
Да би вода кружила у природи, неопходна је енергија Сунца која је подиже у оквиру водене паре, као и сила земљине теже која ту воду враћа назад (помоћу падавина).
Захваљујући томе што вода у непрестано прелази из једног агрегатног стања у друго, све воде у хидросфери су повезане и заједно учествују у непрекидном кружном кретању:
- из океана у атмосферу (испаравањем)
- из атмосфере на копно, а касније океан (помоћу падавина).

Сунце загрева светски океан као неки огроман водени „котао”. Из тог тог „котла” у атмосферу доспевају велике количине водене паре. Две трећине воде се убрзо враћају у океан помоћу кише, а остатак се привремено задржава на тлу, ледницима и биљном свету. Сва количина воде поново завршава у светском океану, одакле је и започето кружење.
Количина воде обухваћена кружним кретањем на Земљи током једне године могла би напунити коцку чија је једна страница дужине 80 километара.

### Хидролошки циклус
Хидролошки циклус се односи на прелазак воде из једног стања или резервоара у друго. Резервоари укључују атмосферску влагу (снег, киша и облаци), потоке, океане, реке, језера, подземне воде, подземне водоносне слојеве, поларне ледене капе и засићено земљиште. Сунчева енергија, у облику топлоте и светлости (инсолација), и гравитација изазивају прелазак из једног стања у друго у периодима од сати до хиљада година. Већина испаравања долази из океана и враћа се на земљу као снег или киша.‍:27 Сублимација се односи на испаравање снега и леда. Транспирација се односи на истицање воде кроз ситне поре или стомате дрвећа. Евапотранспирација је термин који хидролози користе у односу на три процеса заједно, транспирацију, сублимацију и испаравање.
Марк де Вилијес је описао хидросферу као затворени систем у коме постоји вода. Хидросфера је замршена, сложена, међузависна, свепрожимајућа и стабилна и „изгледа да је наменски изграђена да регулише живот.“‍:26 Де Вилијес је тврдио да, „На Земљи, укупна количина воде се скоро сигурно није знатно променила од геолошких времена: оно што смо тада имали, још увек имамо. Вода се може загађивати, злостављати и злоупотребљавати, али се не ствара нити уништава, она само мигрира. Нема доказа да водена пара излази у свемир."‍:26
„Сваке године у промету воде на Земљи учествује 577.000 km3 воде. То је вода која испарава са површине океана (502.800 km3) и са копна (74.200 km3). Иста количина воде пада као атмосферске падавине, 458.000 km3 на океана и 119.000 3 на копну. Разлика између падавина и испаравања са површине копна (119.000 - 74.200 = 44.800 km³/год.) представља укупан отицај река на Земљи (42.700 km3/год) и директног отицања површинских вода у океан (2100. km3/год). Ово су главни извори слатке воде за одржавање животних потреба и економских активности човека.“
 Вода је основна животна потреба. Пошто је 2/3 Земље прекривено водом, Земља се назива и плава планета и водена планета.

## Допуњавање резервоара
Према Игору А. Шикломанову, потребно је 2500 година да се потпуно напуне и допуне океанске воде, 10 000 година за пермафрост и лед, 1500 година за дубоке подземне воде и планинске глечере, 17 година у језерима и 16 дана у рекама.

## Специфична доступност свеже воде
„Специфична доступност воде је преостала (након употребе) количина свеже воде по глави становника.“ Ресурси свеже воде су неравномерно распоређени у смислу простора и времена и могу да пређу од поплава до несташице воде у року од неколико месеци у истом подручју. Године 1998, око 76% укупног становништва имало је специфичну расположивост воде мању од 5,0 хиљада m³ годишње по глави становника. Већ до 1998. године, 35% глобалне популације је претрпело „веома ниске или катастрофално ниске залихе воде“, а Шикломанов је предвидео да ће се ситуација погоршати у двадесет првом веку, при чему ће „већина становништва Земље живети у условима ниског или катастрофално ниског водоснабдевања“ до 2025. Само 2,5% воде у хидросфери је питка вода и само 0,25% те воде је доступно за нашу употребу.

## Људски утицај
Активности савремених људи имају драстичне ефекте на хидросферу. На пример, скретање воде, људски развој и загађење утичу на хидросферу и природне процесе у њој. Људи повлаче воду из водоносних слојева и преусмеравају реке брзином без преседана. Водоносни слој Огалала се користи за пољопривреду у Сједињеним Државама и ако тај водоносни слој пресуши, више од 20 милијарди долара вредне хране и влакана ће нестати са светских тржишта. Водоносни слој се исцрпљује много брже него што се обнавља и на крају ће пресушити. Поред тога, само 1/3 река је слободног тока због екстензивне употребе брана, насипа, хидроенергије и деградације станишта. Други начини на које људи утичу на хидросферу укључују еутрофикацију, киселе кише и ацидификацију океана.